# Batalla de Worringen
La batalla de Worringen va occorer durant la Guerra de successió de Limburg, el 5 de juny del 1288, a uns camps al sud del poble de Worringen, al dia d'avui un barri de la ciutat de Colònia.
Va oposar el duc de Brabant, Joan I, el seu aliat Arnold V de Loon i els ciutadans de la ciutat de Colònia d'un costat als cavallers del Luxemburg, Gueldre, l'arquebisbe de Colònia i de Limburg.
Quan el 1267 Joan I de Brabant va prendre el poder, les hostilitats entre Brabant i Gueldre van tornar a encendre's. El comte Otó I de Gueldre va aliar-se amb l'arquebisbe de Colònia. El fill d'Otó, Renald I de Gueldre (1271-1326) va casar-se amb Imgarda de Limburg i heretar el ducat a la mort del duc Valerà IV. Quan Imgarda va morir el 1282, sense fills, Joan I en temer massa influència de Guelre va reclamar Limburg. El conflicte que va durar sis anys, va trobar la seva final en la batalla de Woeringen.
El duc de Brabant i els seus aliats van guanyar la batalla i en conseqüència, el duc va conquerir el ducat de Limburg. El burg de Worringen, propietat de l'arquebisbe de Colònia va ser enderrocat i mai no serà reconstruït.
Després de la creació de Bèlgica el 1830, l'historiador Henri Pirenne va fer un intent d'escriure una història nacional de Bèlgica «des dels orígens» com si el país fos una emergència natural d'un llarg curs de la història i per donar un sentiment de nació històrica i mites fundacionals al jove estat amb passat comú a les antigues províncies dels Països Baixos del sud. Pirenne va atorgar a la batalla de Woeringen el paper unificador de l'antic ducat de Brabant, com va atorgar a la batalla de Kortrijk del 1302, coneguda com la dels Esperons d'Or per al comtat de Flandes per a ensenyar al país nou com al seu passat gloriós, sempre havia vençut les forces enemics per la unitat.